# Форнакс
Форна́кс (лат. Fornax; другое имя — Форна́ка (лат. Fornaca)) — в римской мифологии богиня очагов и печей для сушки зерна.

## Мифология
Как гласит легенда, древние римляне, собрав с земли первый урожай, поднесли его в дар богине Церере. Позже они узнали огонь и стали в нём поджаривать (или просушивать) зёрна пшеницы, прежде чем толочь их в ступках. Однако зёрна часто подгорали, а сметаемая зола порой поджигала хижины. И тогда на помощь людям пришла богиня Форнака (или Форнакс), олицетворявшая собой печь и очаг. Люди молили Форнаку о том, чтобы она не выжигала зёрна, и с тех пор для их жарения стали использовать печи.

## Празднества
Богине Форнаке был посвящён праздник, названный Форнакалии (Fornacalia). Отмечали его в феврале. Во время празднования пекли хлеб и благодарили богиню за новый урожай.
Согласно одной из версий, Форнакалии проводились 17 февраля и анонсировались старшим курием (curio maximus). По мнению других авторов, праздник отмечался в феврале, но был подвижным, строго обозначенной даты не существовало. Ежегодно каждая курия определяла свою дату жертвоприношения, а старший курий (curio maximus) объявлял о празднике и делал соответствующую запись в табличке, которая размещалась на Форуме. Таким образом разные курии совершали ритуал в разные дни. Однако часто выходило так, что несколько отдельных курий участвовали в торжествах совместно в один и тот же день; по мнению некоторых исследователей, было это оттого, что некогда они имели общие печи.
Оканчивались торжества 17 февраля — в так называемый праздник глупцов (Stultorum feriae). Назывался он так потому, что в этот день жертву богине приносили те, кто по каким-либо причинам не успел принять участие в совершении жертвоприношения раньше. В большинстве случаев это были неграмотные крестьяне, которые не умели читать и, следовательно, не могли понять, в какой день их курия отмечает в этот раз праздник, либо вообще не знали, к какой курии они принадлежат. Такие люди объявлялись глупцами (stulti) и были вынуждены осуществлять ритуал Квириналии, который в честь бога Квирина установил Нума Помпилий на 17 февраля.
Позднее, с появлением мельниц и введением их в хозяйственную жизнь, печи для просушки зерна использовались всё реже, а праздник Форнакалии постепенно утратил значение.